# Ron Staniforth
Ron Staniforth, né le 13 avril 1924 à Manchester (Angleterre), mort en 1988, était un footballeur anglais, qui évoluait au poste d'arrière droit à Huddersfield Town et en équipe d'Angleterre.
Staniforth n'a marqué aucun but lors de ses huit sélections avec l'équipe d'Angleterre en 1954.

## Carrière de joueur
- 1946-1952 : Stockport County
- 1952-1955 : Huddersfield Town
- 1955-1959 : Sheffield Wednesday
- 1959-1961 : Barrow

## Palmarès

### En équipe nationale
- 8 sélections et 0 buts avec l'équipe d'Angleterre en 1954.

### Avec Sheffield Wednesday
- Vainqueur du Championnat d'Angleterre de football D2 en 1956 et 1959.

## Carrière d'entraîneur
- 1959-1964 : Barrow